# Suezmax
Suezmax ja velikostni razred ladij, ki lahko polno naložene prečkajo Sueški prekop. Skoraj vedno se uporablja za naftne tankerje. Glavna omejitev je ugrez in sicer največ do 20,1 metra  in višina zaradi Sueškega mosta, ki je visok 70 metrov. Leta 2009 so poglobili kanal od 18 do 20 metrov, kar omogoča tudi večjim ladjam plovbo skozi kanal, npr. nekaterim Capesize ladjam.
Tipična nosilnost Suezmax ladj je okrog 160 000 ton. Ladje, ki so prevelike se Sueški prekop, morajo pluti okrog rta Horn ali pa rta dobrega upanja - za te ladje se uporablja oznaka Capesize.